# Luigi Moretti (Gitarrist)
Luigi Moretti (* um 1780 in Neapel; † 1850) war ein italienischer Gitarrist und Komponist.

## Leben
Die biografischen Informationen über Luigi Moretti sind sehr dürftig: Es wird angenommen, dass er – wie sein bekannterer Bruder, der Gitarrist Federico Moretti – in Neapel geboren wurde. Die ersten Jahrzehnte des 19. Jahrhunderts verbrachte er in Norditalien, wahrscheinlich in Mailand und in Bologna, wo er 1821 Mitglied der Accademia Filarmonica wurde. Es ist bekannt, dass er Adelstitel wie Commendatore dell’Ordine di S. Stefano di Toscana und Cavaliere dell’Ordine di Carlo III trug.
Moretti war Gitarrist und Komponist, erste Kompositionen hat er bereits 1805 veröffentlicht. Von einer Konzerttätigkeit seinerseits gibt es keine Hinweise. Erhalten sind etwa zwanzig Kompositionen, die Luigi Moretti zu seinen Lebzeiten – vor allem bei Ricordi – herausgebracht hat. Neben Werken für Solo-Gitarre handelt es sich um einige charakteristische Stücke für Kammerensembles mit Gitarre: Gitarrenduette, Duette für Gitarre und Violine, Lieder für Gesang und Gitarre und ungewöhnlichere Werke wie ein Trio für Gitarre, Violine und Horn sowie ein Quintett für zwei Violinen, Horn, Cello und Gitarre. Als Zeichen seiner Wertschätzung hat Mauro Giuliani seine Variationen op.112 Luigi Moretti gewidmet. 

## Werke (Auswahl)
Für eine Gitarre
- Gran Sonata op.2
- Variazioni op.7
- Variazioni sul tema di un valz originale Tirolese, Op. 8: Noten und Audiodateien im International Music Score Library Project
- Corrente
- Duetto
- Ouverture
- Variazioni per la Chitarra, Paris: Propriété de l'Auteur: Noten und Audiodateien im International Music Score Library Project

Für zwei Gitarren
- Duetto concertato per due chitarre, Mailand: Ricordi: Noten und Audiodateien im International Music Score Library Project
- Tre Duetti facili op.10

Für Gitarre und Violine
- Gran duetto per chitarra e violino, Op. 9, Mailand: Ricordi: Noten und Audiodateien im International Music Score Library Project
- Gran Sonata per Chitarra sola, Op. 11, Mailand: Ricordi: Noten und Audiodateien im International Music Score Library Project
- Tre Duetti op.12
- Gran duetto concertante per violino e chitarra, Op. 18, Mailand: Scotti: Noten und Audiodateien im International Music Score Library Project

Für Flöte und Gitarre
- Duetto op.17

Für Gesang und Gitarre
- Sei Cavatine op.21

Für Violine, Cello und Gitarre
- Trio op.14
- Trio op.15

Für Violine, Horn/Viola und Gitarre
- Trio op.13 (violino, corno/viola e chitarra)

Für 2 Violinen, Horn/Viola, Cello und Gitarre
- Quintetto op.16